# Myles Murphy
Myles Murphy (* 3. Januar 2002 in Marietta, Georgia) ist ein US-amerikanischer American-Football-Spieler auf der Position des Defensive Ends. Er spielte College Football für die Clemson Tigers der Clemson University und wurde im NFL Draft 2023 in der ersten Runde von den Cincinnati Bengals ausgewählt.

## Frühe Jahre
Murphy wurde in Marietta, Georgia, geboren, wo er auch aufwuchs. Er besuchte die Hillgrove High School, an der er in der Footballmannschaft aktiv war. Nachdem er eigentlich während seines ersten Jahres an der Highschool mit dem Footballspielen aufhören wollte, hatte er einen Wachstumsschub und konnte deswegen physisch besser mit seinen Gegenspielern mithalten. In der Folge entwickelte er sich zu einem der dominantesten Defensive Ends im Highschoolfootball in Georgia. In seinem dritten Jahr konnte er 55 Tackles und sieben Sacks verzeichnen, in seinem vierten 53 Tackles und sogar 10,5 Sacks. Aufgrund dessen galt Murphy als einer der besten Footballspieler des Landes und wurde in den US-Army All-American-Bowl berufen. Zahlreiche Universitäten boten ihm Stipendien an.
Nach seinem Highschoolabschluss entschied er sich, ein Stipendium der Clemson University anzunehmen. Dort wurde er gleich in seinem Freshman-Jahr zu einem wichtigen Stammspieler in der Defense der Tigers und konnte 37 Tackles und vier Sacks verzeichnen und wurde ins Freshman All-American-Team berufen. In den folgenden beiden Jahren blieb er unter Head Coach Dabo Swinney Stammspieler, so konnte er insgesamt 116 Tackles und 18,5 Sacks verzeichnen. Für seine guten Leistungen wurde er 2021 ins Second-Team All-ACC sowie 2022 ins First-Team All-ACC berufen. Auch mit seinem Team war Murphy erfolgreich, so konnten die Tigers 2020 und 2022 die ACC gewinnen, daneben besiegten sie 2021 im Cheez-It Bowl die Iowa State University. Nach der Saison 2022 entschied sich Murphy, sich zum NFL-Draft 2023 anzumelden und somit auf sein Senior-Jahr an der Universität zu verzichten.

## NFL
Im NFL Draft 2023 wurde Murphy an 28. Stelle von den Cincinnati Bengals ausgewählt. Allerdings war er zu Saisonbeginn lediglich dritter Left Defensive End der Bengals hinter Sam Hubbard und Cam Sample. So kam er daneben auch noch in den Special Teams zum Einsatz. Murphy gab sein NFL-Debüt am 1. Spieltag der Saison 2023 bei der 3:24-Niederlage gegen die Cleveland Browns. Bei der 3:27-Niederlage gegen die Tennessee Titans am vierten Spieltag konnte er seine ersten drei Tackles sowie seinen ersten Sack an Quarterback Ryan Tannehill verzeichnen. Dies gelang ihm am 12. Spieltag bei der 10:16-Niederlage gegen die Pittsburgh Steelers erneut, ehe er am 15. Spieltag beim 27:24-Sieg gegen die Minnesota Vikings sogar vier Tackles und einen Sack an Quarterback Nick Mullens verzeichnen konnte. Er beendete seine Rookie-Saison mit 17 Einsätzen, bei denen er 20 Tackles und drei Sacks verzeichnen konnte.

## Karrierestatistiken
| Saison                             | Team             | Spiele | Spiele  | Tackles | Tackles | Tackles | Tackles | Interceptions | Interceptions | Interceptions | Interceptions | Interceptions | Interceptions | Fumbles | Fumbles | Fumbles |
| Saison                             | Team             | Gesamt | Starter | Gesamt  | Solo    | Assist  | Sack    | PD            | Int           | Yards         | Avg           | Lang          | TD            | FF      | FR      | TD      |
| ---------------------------------- | ---------------- | ------ | ------- | ------- | ------- | ------- | ------- | ------------- | ------------- | ------------- | ------------- | ------------- | ------------- | ------- | ------- | ------- |
| 2023                               | Bengals          | 17     | 0       | 20      | 10      | 10      | 3,0     | 0             | 0             | 0             | 0,0           | 0             | 0             | 0       | 0       | 0       |
| 2024                               | Bengals          | 13     | 0       | 20      | 11      | 9       | 0,0     | 1             | 0             | 0             | 0,0           | 0             | 0             | 0       | 0       | 0       |
| Gesamte Karriere                   | Gesamte Karriere | 30     | 0       | 40      | 21      | 19      | 3,0     | 1             | 0             | 0             | 0,0           | 0             | 0             | 0       | 0       | 0       |
| Quelle: pro-football-reference.com |                  |        |         |         |         |         |         |               |               |               |               |               |               |         |         |         |